# Alexis Josic

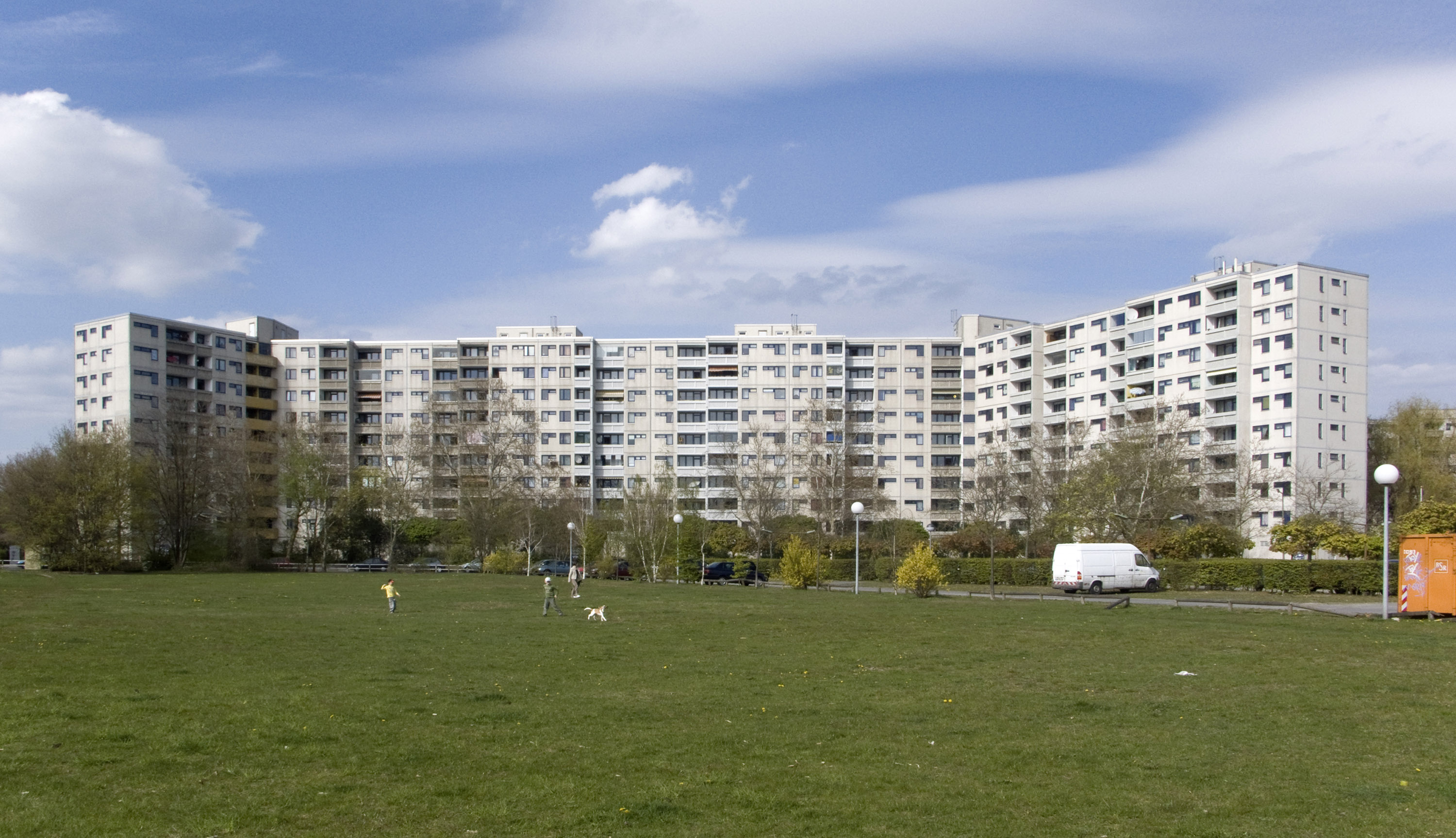
Wohnhausgruppe 918 (1967–1971), de Alexis Josic, Georges Candilis y Shadrach Woods, Märkisches Viertel, Reinickendorf, Berlín

Alexis Josic (en serbio: Аљоша Јосић, romanización Aljoša Josić) (Bečej, Reino de los Serbios, Croatas y Eslovenos, 24 de mayo de 1921-10 de marzo de 2011) fue un arquitecto serbio nacionalizado francés. 

## Trayectoria
Hijo del pintor Mladen Josić, estudió arquitectura en la Gran Escuela Técnica de Belgrado, donde se graduó en 1948. Opuesto al régimen del Mariscal Tito, en 1953 emigró a Francia, donde entró a trabajar en el estudio Atelier des bâtisseurs («taller de los constructores»), más conocido como ATBAT, fundado por Vladimir Bodiansky en 1946.
Entre 1955 y 1970 trabajó asociado a Georges Candilis y Shadrach Woods, con un estudio (Candilis-Josic-Woods) activo en Francia, Alemania y Marruecos. Miembros del Team X, destacaron en el diseño de conjuntos de viviendas sociales: Le Blanc-Mesnil (1955-1957), Bagnols-sur-Cèze (1956-1957, con Guy Brunache, Paul Dony y Henri Piot), Bobigny (1956-1962). Participaron en varios concursos, ganando en los de la ZUP de Toulouse-Le Mirail (1961) y la Universidad libre de Berlín-Dahlem (1963).
En 1965 fundó su propio estudio, el Atelier Josic, donde trabajó en colaboración con su mujer, Douchanka Josic.